# Änka
För andra betydelser, se Änka (olika betydelser).

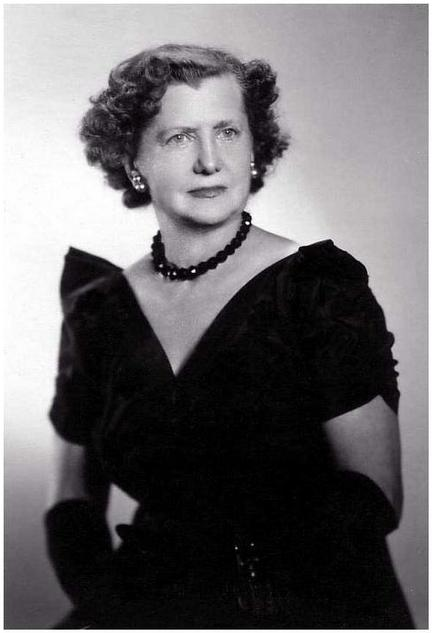
Änkeporträtt på den svensk-amerikanska Anna Andersson Korn (1891-1987) i Chicago; hennes avlidne make, Isaac, var en vän till Al Capone.

En änka är en kvinna vars äktenskap upplösts genom andre parts, ofta makens, död. En änkeman eller änkling är en man i motsvarande situation, det vill säga att hans maka eller make har avlidit.
I nutida eller historiska samhällen med en låg grad av jämställdhet, låg grad av ekonomisk frihet för kvinnor och där mannen står som ägare av all egendom, har änkor i flera fall intagit en särskild rättsställning. Exempelvis har det ofta varit möjligt för änkor att fortsätta att äga eller driva en rörelse som ägts av deras avlidna make, även i de fall där det varit svårt eller omöjligt för en kvinna på egen hand att starta en sådan rörelse.
I delar av Indien och Nepal anklagas en kvinna ofta för att ha orsakat sin mans död och får inte titta på en annan person eftersom hennes blick anses ge otur.
De som sannolikt kommer att anklagas och dödas som häxor, till exempel i Papua Nya Guinea, är ofta änkor.
I vissa delar av världen, som Zimbabwe, tas änkors egendom, som mark, ofta bort av hennes svärföräldrar. Även om det är olagligt, eftersom de flesta äktenskap genomförs enligt sedvanerätt och inte registreras, är det komplicerat att lösa frågan om egendomsgrepp.